# Bordes (Pyrénées-Atlantiques)
Bordes is een gemeente in het Franse departement Pyrénées-Atlantiques (regio Nouvelle-Aquitaine). De plaats maakt deel uit van het arrondissement Pau. Bordes telde op 1 januari 2022 2.878 inwoners.

## Geografie
De oppervlakte van Bordes bedroeg op 1 januari 2022 7,27 vierkante kilometer; de bevolkingsdichtheid was toen 395,9 inwoners per km².

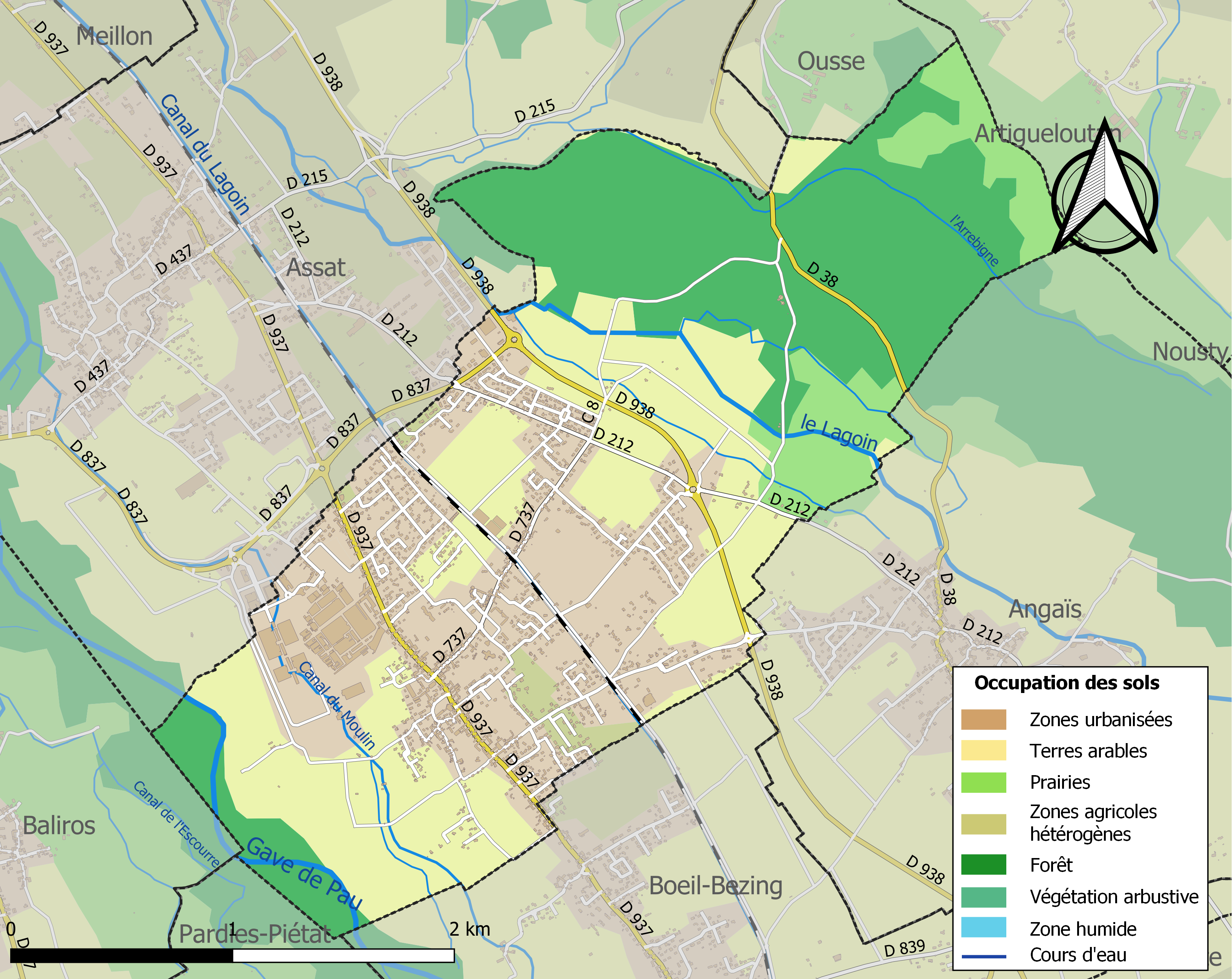
Kaart van de gemeente met belangrijkste infrastructuur, bodemgebruik en omliggende gemeenten

## Demografie
Onderstaande figuur toont het verloop van het inwonertal (bron: INSEE-tellingen).